# Лезбијке у Нацистичкој Немачкој
Лезбијке у нацистичкој Немачкој, за разлику од хомосексуалних мушкараца, нису биле систематски прогањане. Женска хомосексуалност је била криминализована у Аустрији, али не и у другим деловима нацистичке Немачке. Због релативне незаинтересованости нацистичке државе за женску хомосексуалност у поређењу са мушком хомосексуалношћу, постоји мање извора који би документовали ситуације лезбијки у нацистичкој Немачкој.
Историчари који истражују појединачне случајеве дошли су до различитих закључака. Жене у нацистичкој Немачкој оптужене за лезбијску везу суочиле би се са различитом судбином у зависности од њихових карактеристика. Оне које су биле Јеврејке, црнкиње или политички супротстављене режиму суочиле су се са затвором у концентрационим логорима или смрћу – казне које су у неким случајевима вероватно биле још оштрије због лезбијског идентитета жртава. Насупрот томе, историчар Семјуел Клоуз Хунеке закључује да лезбијке оптужене за неполитичке злочине нису третиране другачије на основу тога што су лезбијка, и да је једноставно проглашење лезбијке обично довело до полицијске истраге, али не и казне. Стога, он предлаже „хетерогени прогон“ као један од начина на који би се могла описати лезбијска искуства у нацистичкој Немачкој.
Историчарка Лори Мархофер тврди да „иако нису биле предмет званичног државног прогона, родно неконформне жене, трансвестити и жене које су привукле негативну пажњу због свог лезбијства су имале јасан, изражен ризик да изазову анксиозност код суседа, познаника и државних званичника , и та анксиозност би, на крају, могла да инспирише врсту државног насиља коју је претрпела [Илсе] Токе“—затвор у концентрационом логору Равенсбрик.